# Condado de Adams (Wisconsin)
O Condado de Adams é um dos 72 condados do Estado americano do Wisconsin. A sede do condado é Adams, e sua maior cidade é Adams. O condado possui uma área de 1 783 km² (dos quais 106 km² estão cobertos por água), uma população de 18 643 habitantes, e uma densidade populacional de 11 hab/km² (segundo o censo nacional de 2000). O condado foi fundado em 1848.